# Edgar Peña Parra
Edgar Peña Parra (Maracaibo, Veneçuela 6 de febrer de 1960) és un religiós veneçolà i diplomàtic del Vaticà, nunci apostòlic al Pakistan i a Moçambic. És el primer veneçolà nunci apostòlic de la Santa Seu.

## Vida

### Primers anys
Neix en la parròquia d'El Saladillo Maracaibo. La seva infància transcorre a escassos metres de la Basílica de Chiquinquirá. Realitza els estudis de primària sl Col·legi Libertador i els 5 anys de batxillerat sl Liceu Rafael Belloso Chacín en Maracaibo. Després ingressà l'Institut Universitari Seminari Sant Tomás d'Aquino a San Cristóbal, on es va graduar de Llicenciat en Filosofia l'any de 1981. Marxa a l'Institut Universitari Santa Rosa de Lima de Caracas, on es llicencia en Teologia l'any 1985. El 23 d'agost de 1985 és ordenat sacerdot.

### Diplomàtic
En 1989 fou proposat per l'arquebisbe de Maracaibo, Domingo Roa Pérez, per entrar al servei diplomàtic de la Santa Seu. Va marxar a Roma, on es va doctorar en dret canònic a la Pontifícia Acadèmia Eclesiàstica amb la tesi doctoral Los Derechos Humanos en el Sistema Interamericano a la luz del Magisterio Pontificio. Després s'especialitzà en dret internacional per la Pontifícia Universitat Gregoriana i de 1993 a 1997 fou enviat a la nunciatura apostòlica a Nairobi, on representà la Santa Seu davant el Programa de les Nacions Unides per al Medi Ambient. De 1997 a 1999 fou destinat a la nunciatura apostòlica de Belgrad, on li va sorprendre la guerra de Kosovo. En 1999 fou destinat a Ginebra (Suïssa), on va treballar davant la Missió de la Santa Seu davant les Nacions Unides i l'Organització Mundial del Comerç fins 2002.
De 2002 a 2005 fou destinat a la nunciatura apostòlica a Tegucigalpa, i de 2006 a 2010 a Mèxic. El 8 de gener de 2011 fou nomenat nunci apostòlic de la Santa Seu al Pakistan i consagrat com a bisbe titular de Thélepte. El 21 de desembre de 2015 deixà el càrrec i fou nomenat nunci apostòlic a Moçambic.